# Battle Mountain
Battle Mountain – jednostka osadnicza będąca siedzibą władz hrabstwa Lander, w stanie Nevada w Stanach Zjednoczonych.

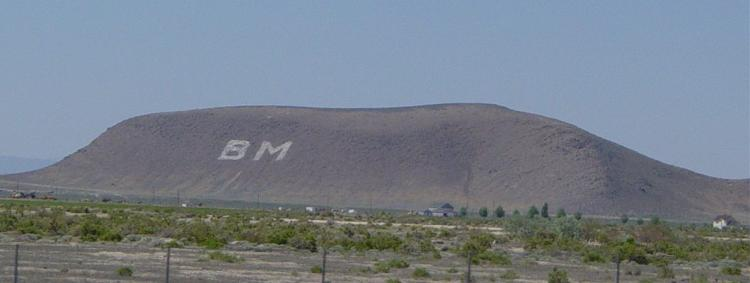
Battle Mountain

Podstawą gospodarki jest wydobywanie złota oraz hodowla bydła w ranczach.